# Loggia sottomandibolare
La loggia sottomandibolare è situata in corrispondenza della regione sopraioidea al di sotto del pavimento della cavità orale. È limitata lateralmente dalla faccia mediale del corpo della mandibola, inferiormente dal tratto di fascia cervicale tesa dal margine inferiore della mandibola all'osso ioide e dalla concavità del tendine intermedio del muscolo digastrico, medialmente dal muscolo ioglosso e miloioideo con le rispettive fasce, indietro è separata dalla loggia parotidea tramite il setto submaxillo-parotideo, in alto comunica con lo spazio connettivale del pavimento della cavità orale.

## Contenuto della loggia
All'interno della loggia si trovano la ghiandola sottomandibolare, l'arteria facciale, le vene sottomandibolari e il ganglio sottomandibolare.